# حامل الصندل

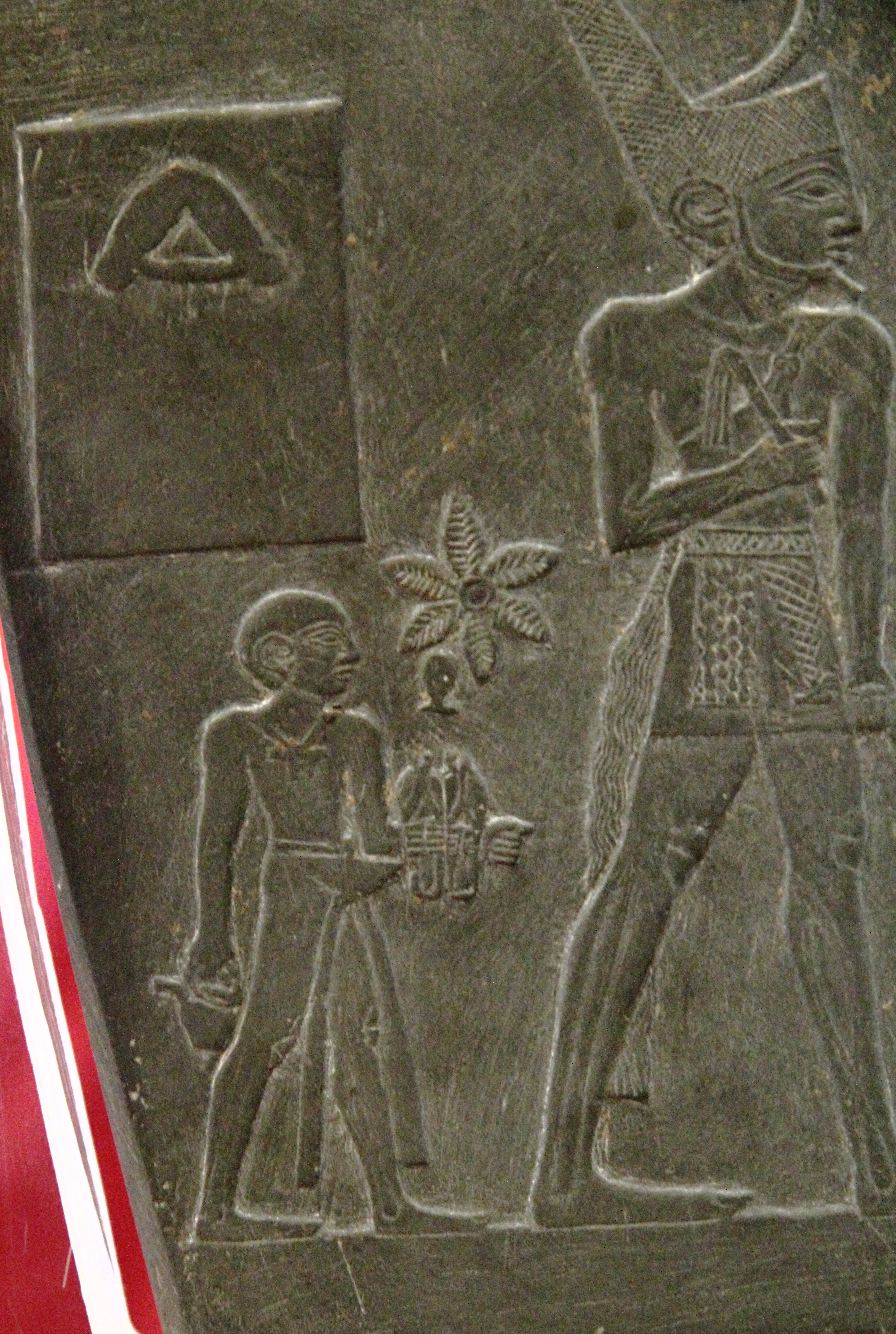
الملك نعرمر (على اليمين) يتبعه حامل نعليه. تفصيل من لوحة نعرمر، المتحف المصري بالقاهرة.

حامل الصندل هو الشخص الذي يحمل صندل قائده أو رئيسه. وقد وُجد هذا الدور في عدة ثقافات وعصور، ووثِّق لأول مرة في مصر خلال الفترة المبكرة (حوالي القرن الحادي والثلاثين قبل الميلاد).

## في العصور القديمة
في مصر القديمة وُثق دور حامل الصندل لأول مرة في التاريخ. يظهر حامل الصندل على مقمعة نعرمر، وكذلك على كلا وجهي لوحة نعرمر، حيث تم التعرف عليه من خلال وردة وهراوة كخادم للملك. وبناءً على تفسيرات هذه الرسوم، كان حامل الصندل يحتمل أن يكون مسؤولاً رفيع المستوى، يرافق الملك في المناسبات المهمة. بالإضافة إلى حمل الصندل، كان حامل الصندل يقوم أيضًا بممارسة قديمة تتمثل في غسل قدمي الملك.

## في العصور الوسطى
كان حاملو الصندل موجودين أيضًا في اليابان الإقطاعية، وكان يُعتبر هذا الدور ذا مكانة نسبية. ربما يكون أشهر شخص تولى هذا الدور في اليابان هو تويوتومي هيديوشي خلال فترة سينغوكو. كان هيديوشي من أصول متواضعة، وانضم حوالي عام 1557 إلى عشيرة أودا التي كان يرأسها آنذاك أودا نوبوناغا، كخادم بسيط. أصبح هيديوشي أحد حاملي صندل نوبوناغا، وكان حاضرًا في معركة أوكيهازاما عام 1560 عندما هزم نوبوناغا إيماجاوا يوشيموتو ليصبح أحد أقوى أمراء الحرب في فترة سينغوكو. بعد وفاة نوبوناغا، حصل هيديوشي على سلسلة من الألقاب الإمبراطورية الرفيعة، بما في ذلك في عام 1585 المنصب المرموق كانباكو (الوصي).